# Urophora chakassica
Urophora chakassica är en tvåvingeart som beskrevs av Shcherbakov 2001. Urophora chakassica ingår i släktet Urophora och familjen borrflugor. Inga underarter finns listade i Catalogue of Life.